# 萨米·雷波
萨米·雷波（芬蘭語：Sami Repo，1971年11月8日—），芬兰男子越野滑雪运动员。他曾代表芬兰参加1994年、1998年和2002年冬季奥林匹克运动会越野滑雪比赛，获得一枚铜牌。